# 丹羽勇
丹羽 勇（にわ いさむ、1899年（明治32年）12月5日 - 1972年（昭和47年）12月10日）は、大日本帝国陸軍軍人。最終階級は陸軍少将。

## 経歴
石川県出身。1920年（大正9年）5月に陸軍士官学校第32期卒業。同年12月に陸軍工兵少尉に任官。のち東京帝国大学電気科を卒業する。
1941年（昭和16年）3月、陸軍大佐に進み、1942年（昭和17年）8月、独立工兵第25連隊長、1944年（昭和19年）1月、多摩陸軍技術研究所所員、同年2月、陸軍電波兵器練習部長、1945年（昭和20年）5月、陸軍電波兵器練習部附を経て、翌月、陸軍少将に進んだ。
1947年（昭和22年）11月28日、公職追放仮指定を受けた。